# Smöjträd

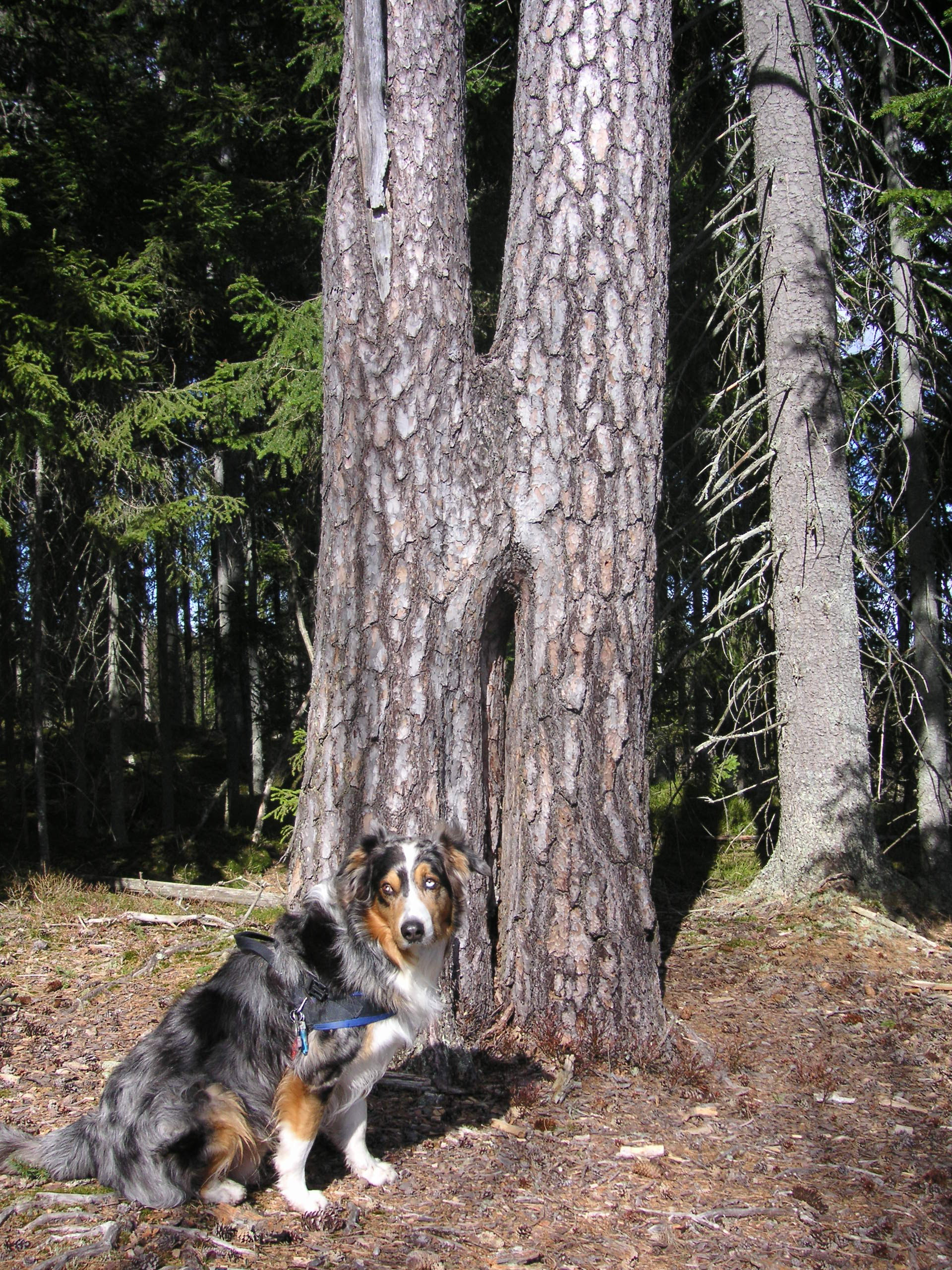
Smöjtallen vid Skattlösberg.

Ett smöjträd eller smöjtall  (trolltall) är ett träd med ett ganska stort hål genom stammen som enligt europeisk folktro ansågs ha läkande kraft. Det användes för att kurera människor från olika sjukdomar och krämpor, bland annat engelska sjukan. Många av smöjträden var i Norden tallar, så kallade trolltallar. I England användes ask; de ansågs ha kontakt med högre makter eftersom blixten ofta slog ned där.

## Allmänt

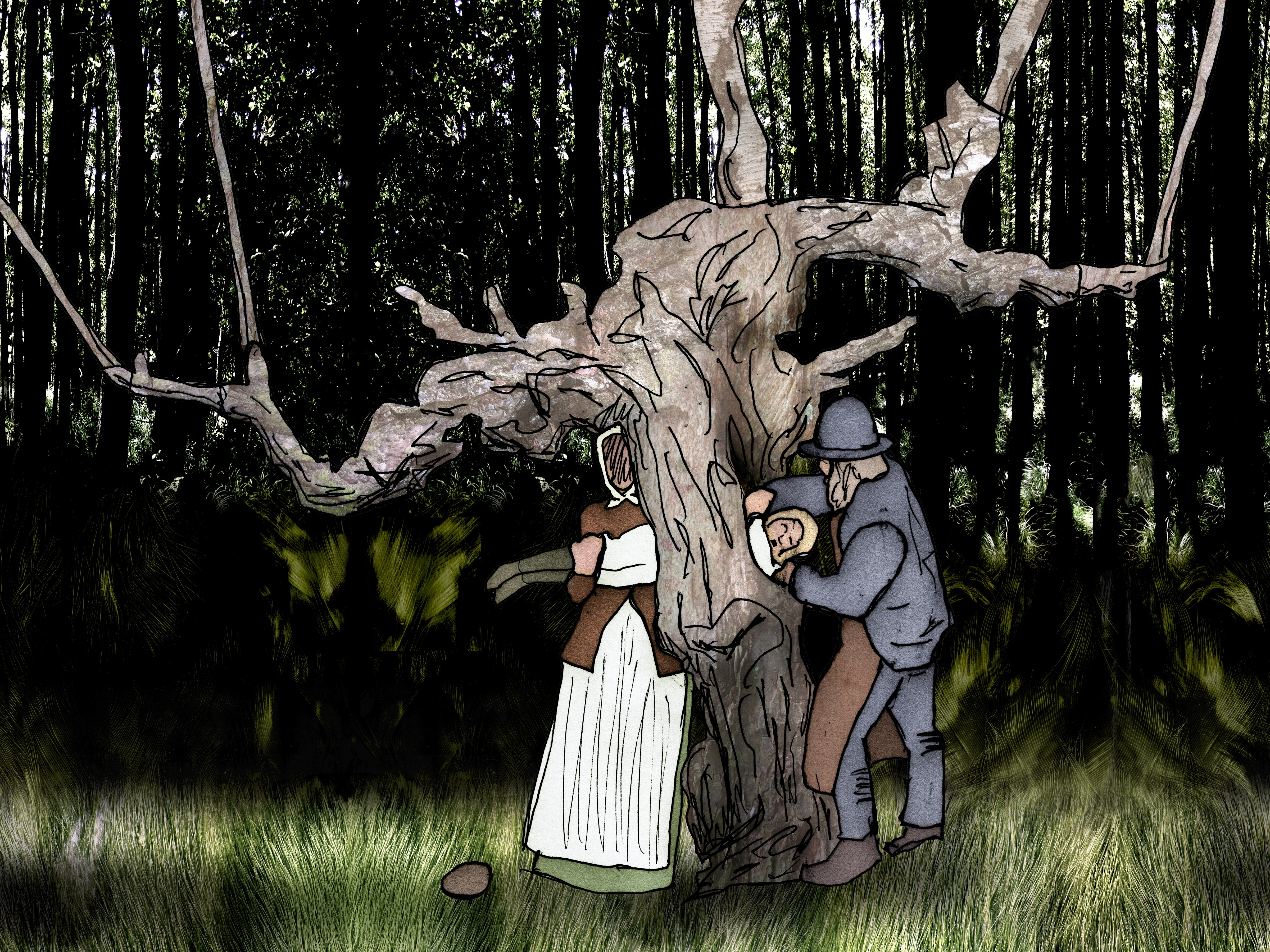
Barn träs genom ett smöjträd.

Smöjträd kan uppkomma till exempel genom att två unga plantor växer ihop eller genom att två grenar på ett träd växer ihop. Det har också förekommit att man gjort hål i stammen på ett vanligt träd med yxa och kilar för att det saknats ett naturligt smöjträd i trakten, eller vidgar ett litet naturligt hål. Detta är känt från Somerset i England.

## Exempel

### Trolltallar på Enhörna
I Ytterenhörna socken i Södermanland, nära Södertälje finns tre trolltallar dokumenterade. En av tallarna står kvar på Enhörnamalmen intill länsväg AB 522. Stamomkretsen i brösthöjd är 262 centimeter och åldern har uppskattats till minst 300 år. På över hundra år har trädet inte nämnvärt förändrats, bara landsvägen har kommit närmare och närmare och idag står trädet bara några decimeter från vägen. Tallen är fridlyst av Länsstyrelsen sedan 1955 och märkt med skylt "Naturminne". Trolltallen på Enhörnamalmen är även ett lagskyddat fornminne med RAÄ-nummer Ytterenhörna 133:1.
Den andra trolltallen på Enhörna har sågats ner samt har konserverats och står utanför Enhörna hembygdsmuseum i Överenhörna socken. Den tredje, Träsk-Olles tall, finns bara bevarad som folkminne.

Trolltallen på Enhörnamalmen
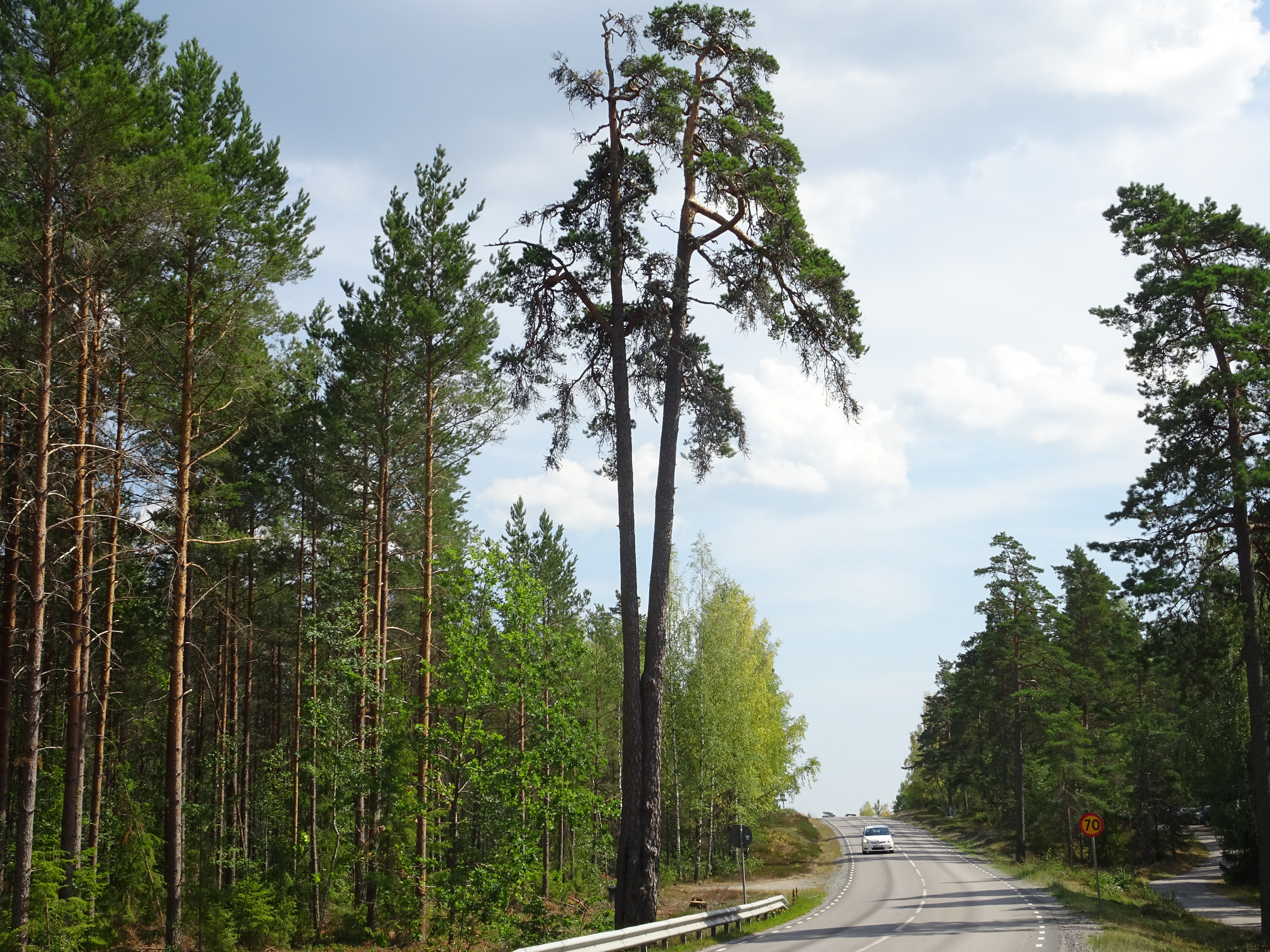
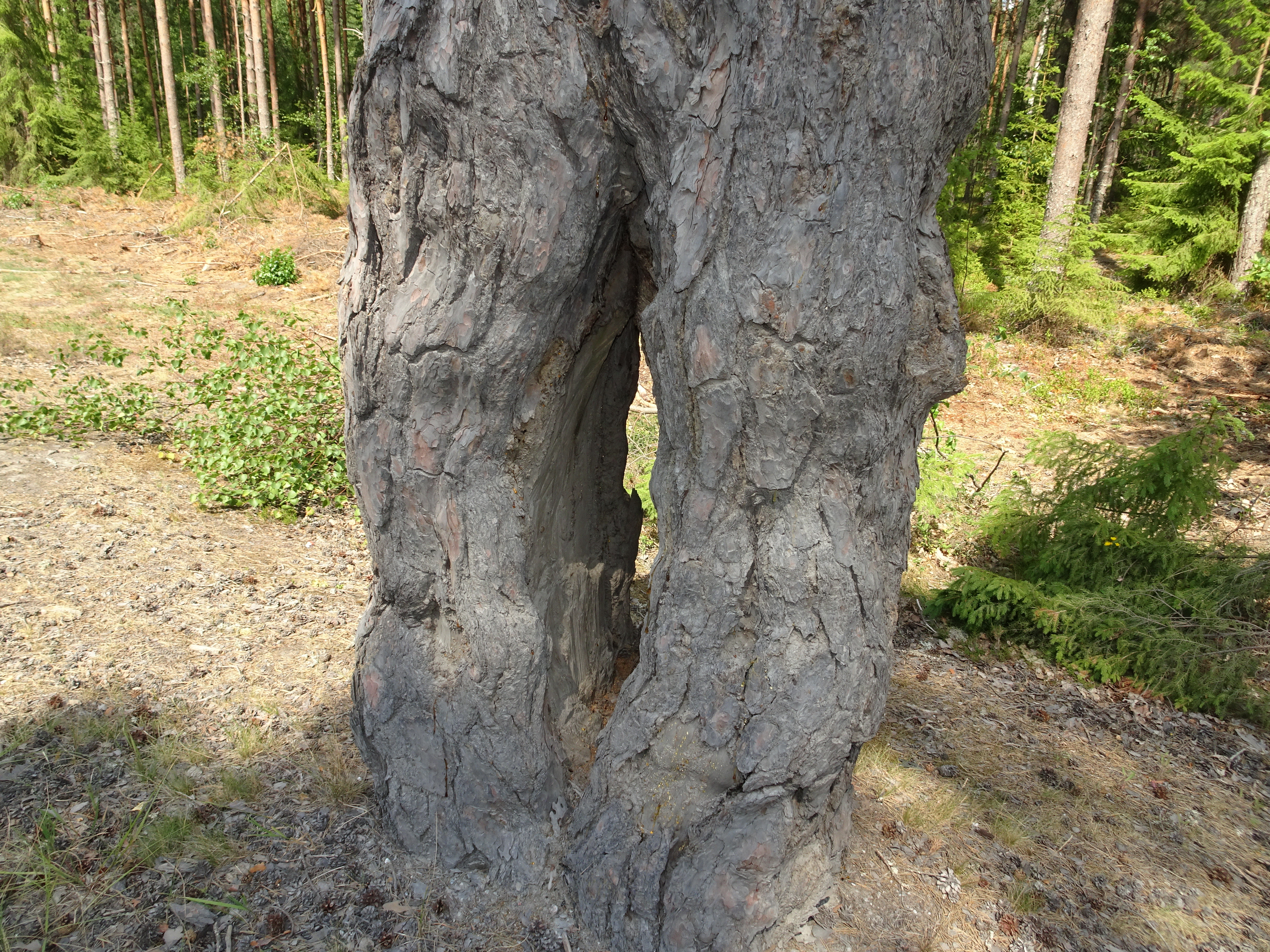
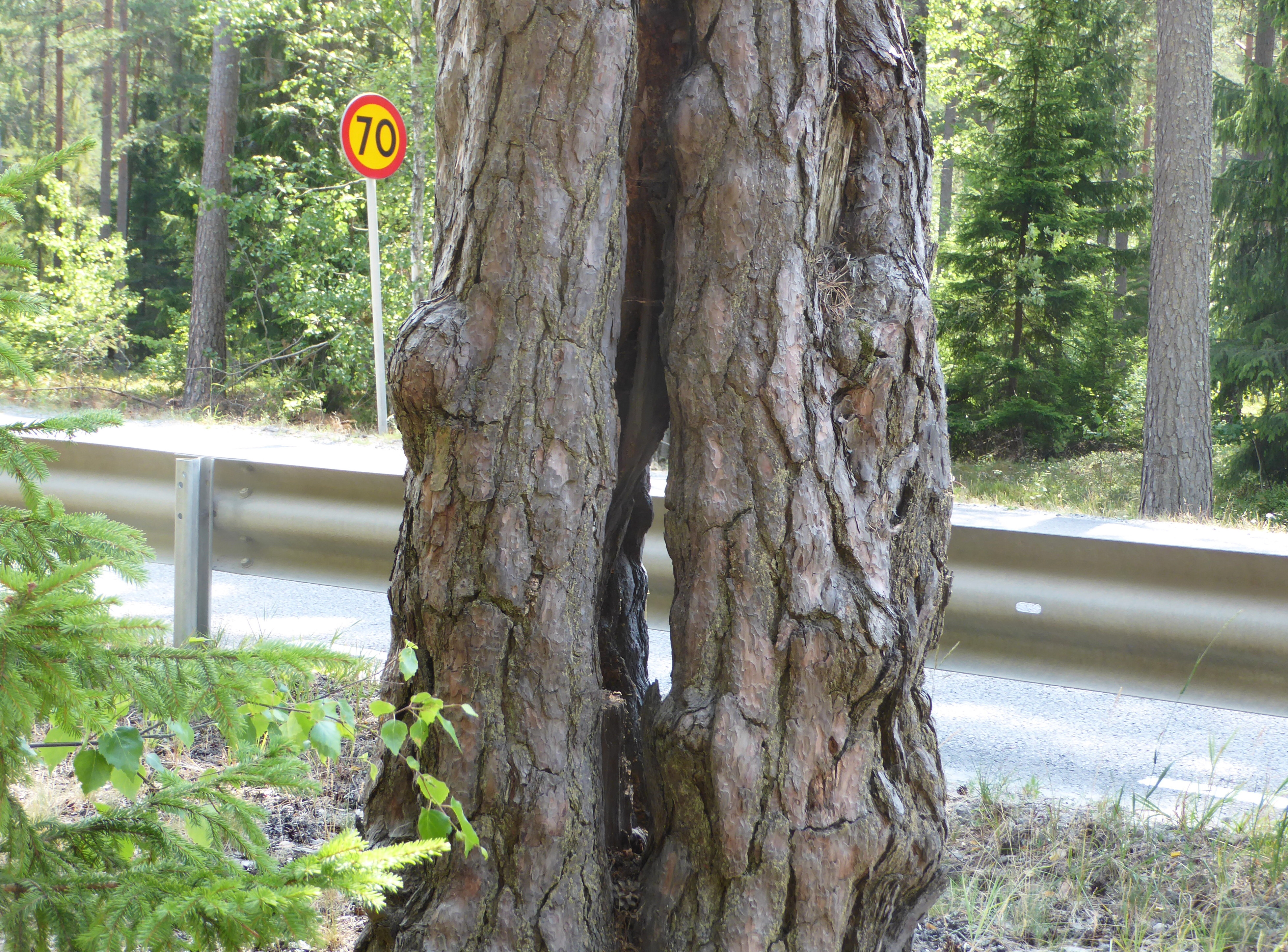
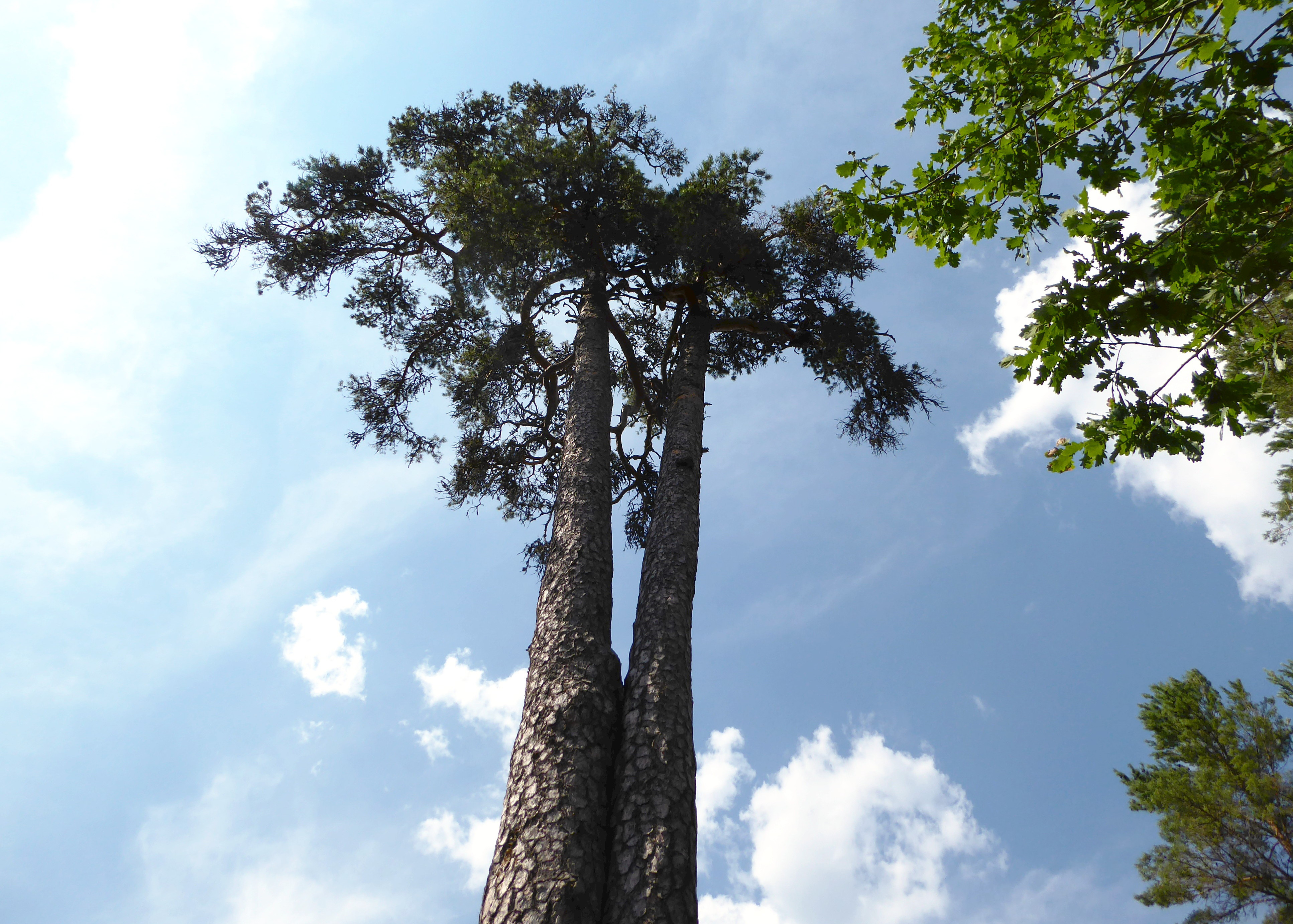

### Smöjtallen vid Skattlösberg
I Dalarna nära Skattlösberg och Dan Anderssons Luossastugan finns en smöjtall och lite längre bort en så kallad vattsten (sten med läkande vatten). Intill smöjtallen vid Skattlösberg upplyser en skylt: Det lär ha funnits nio olika typer av engelska sjukan en av dem kallades "vårdbundet ris".
- Symtom: Barnen slutar att växa och sitter med benen i kors.
- Botemedel: Man träder barnet genom öppningen i en smöjtall och detta skall ske från söder till norr.

Smöjtallen vid Skattlösberg är ett lagskyddat fornminne med RAÄ-nummer Grangärde 40:1.

### Lyrtallarna på Ängsö
Vid Adamsängen på Ängsö i nationalparken med samma namn står det två "lyrtallar". Det är två tallar som avslutas med varsin stor klyka. Änkan efter den sista torparen ansågs vara läkekunnig och hon använde sig av de båda tallarna för smöjning. Den ena tallen användes mot engelska sjukan och den andra mot "alla andra sjukdomar".